# Митака
Митака (јап. 三鷹市) град је у Јапану у префектури Токио. Према попису становништва из 2005. у граду је живело 177.016 становника.

## Становништво
Према подацима са пописа, у граду је 2005. године живело 177.016 становника.
| 1995.   | 2000.   | 2005.   |
| ------- | ------- | ------- |
| 165.721 | 171.612 | 177.016 |